# Saison NBA Gatorade League 2020-2021
Navigation
Saison 2019-2020 Saison 2021-2022
La saison 2020-2021 de la NBA G League est la 20e saison de la NBA Gatorade League (anciennement la NBA D-League), la ligue mineure de la National Basketball Association (NBA).
La saison est reportée après la suspension de la saison précédente, à cause de la pandémie de COVID-19. La saison doit se dérouler à l'ESPN Wide World of Sports Complex à Bay Lake, en Floride, avec le même système de "bulle" utilisé lors de la saison NBA 2019-2020, pour terminer la saison. Seulement 17 des 28 équipes engagées, participent à cette saison.

## Changements dans la ligue
En décembre 2019, Adam Silver, annonce que les Capitanes de Mexico de la Liga Nacional de Baloncesto Profesional allaient rejoindre la NBA G League au cours de la saison 2020-2021 sur un accord de cinq ans.
Le 9 juillet 2020, les Suns de Phoenix annoncent qu’ils déménagent leur franchise de G League, les Suns de Northern Arizona, de la vallée de Prescott à la région de Phoenix pour la saison 2020-2021 et ont par la suite vendu la franchise aux Pistons de Détroit. Les Pistons prévoient de déménager l’équipe à Détroit au cours de la saison 2021-2022 sous le nom de Cruise de Motor City.
Selon les rumeurs, tous les matchs de la saison de la NBA G League vont avoir lieu dans une "bulle" semblable à celle de la NBA, en Géorgie, ou à Orlando, en Floride. La reprise de la saison, sous forme de "bulle" est confirmée par la ligue le 8 janvier 2021, pour commencer en février à l'ESPN Wide World of Sports Complex à Walt Disney World en Floride, près d’Orlando avec une nouvelle équipe, la NBA G League Ignite, regroupant un ensemble de jeunes prospects en vue de la prochaine draft. Onze équipes ne disputent pas la saison : Les Go-Go de Capital City, Skyhawks de College Park, Drive de Grand Rapids, Red Claws du Maine, Suns de Northern Arizona, SkyForce de Sioux Falls, Lakers de South Bay, Kings de Stockton, Legends du Texas, Bulls de Windy City et Herd du Wisconsin. Les Capitanes de Mexico ont également annoncé qu’ils reportent leur première saison dans la ligue pour 2021-2022.
Le calendrier est annoncé le 27 janvier 2020, les 18 équipes jouent un total de 15 matchs en  saison régulière entre le 9 février et le 6 mars. Il n’y a pas de système de conférence ou de division durant la saison régulière et les huit meilleures équipes jouent un match à élimination directe du 8 mars au 11 mars, date de la finale.

## Classement de la saison régulière
| Classement NBA Gatorade League 2021 | Classement NBA Gatorade League 2021 | Classement NBA Gatorade League 2021 | Classement NBA Gatorade League 2021 | Classement NBA Gatorade League 2021 | Classement NBA Gatorade League 2021 |
| No                                  | Équipe                              | Vic.                                | Déf.                                | V/D                                 | GB                                  |
| ----------------------------------- | ----------------------------------- | ----------------------------------- | ----------------------------------- | ----------------------------------- | ----------------------------------- |
| 1                                   | y - Raptors 905                     | 12                                  | 3                                   | 80,0%                               | –                                   |
| 2                                   | x - Warriors de Santa Cruz          | 11                                  | 4                                   | 73,3%                               | 1.0                                 |
| 3                                   | x - BayHawks d'Érie                 | 11                                  | 4                                   | 73,3%                               | 1.0                                 |
| 4                                   | x - Blue Coats du Delaware          | 10                                  | 5                                   | 66,7%                               | 2.0                                 |
| 5                                   | x - Spurs d'Austin                  | 10                                  | 5                                   | 66,7%                               | 2.0                                 |
| 6                                   | x - Magic de Lakeland               | 9                                   | 6                                   | 60,0%                               | 3.0                                 |
| 7                                   | x - Vipers de Rio Grande Valley     | 9                                   | 6                                   | 60,0%                               | 3.0                                 |
| 8                                   | x - NBA G League Ignite             | 8                                   | 7                                   | 53,3%                               | 4.0                                 |
|                                     |                                     |                                     |                                     |                                     |                                     |
| 9                                   | Blue d'Oklahoma City                | 8                                   | 7                                   | 53,3%                               | 4.0                                 |
| 10                                  | Nets de Long Island                 | 7                                   | 8                                   | 46,7%                               | 5.0                                 |
| 11                                  | Knicks de Westchester               | 7                                   | 8                                   | 46,7%                               | 5.0                                 |
| 12                                  | Hustle de Memphis                   | 6                                   | 9                                   | 40,0%                               | 6.0                                 |
| 13                                  | Mad Ants de Fort Wayne              | 6                                   | 9                                   | 40,0%                               | 6.0                                 |
| 14                                  | Charge de Canton                    | 5                                   | 10                                  | 33,3%                               | 7.0                                 |
| 15                                  | Swarm de Greensboro                 | 5                                   | 10                                  | 33,3%                               | 7.0                                 |
| 16                                  | Clippers d'Agua Caliente            | 5                                   | 10                                  | 33,3%                               | 7.0                                 |
| 17                                  | Stars de Salt Lake City             | 4                                   | 11                                  | 26,7%                               | 8.0                                 |
| 18                                  | Wolves de l'Iowa                    | 2                                   | 13                                  | 13,3%                               | 10.0                                |

y - Premier de la saison régulière ; x - Qualifié en playoffs

## Playoffs
|  | Quarts de finale | Quarts de finale            | Quarts de finale       |                   |                        | Demi-finale            | Demi-finale | Demi-finale |  |  | Finale | Finale                 | Finale |
|  |                  |                             |                        |                   |                        |                        |             |             |  |  |        |                        |        |
|  | 1                | Raptors 905                 | 127                    |                   |                        |                        |             |             |  |  |        |                        |        |
|  | 8                | NBA G League Ignite         | 102                    |                   |                        |                        |             |             |  |  |        |                        |        |
|  | 8                | NBA G League Ignite         | 102                    |                   | 1                      | Raptors 905            | 100         |             |  |  |        |                        |        |
|  |                  |                             |                        |                   | 1                      | Raptors 905            | 100         |             |  |  |        |                        |        |
|  |                  | 4                           | Blue Coats du Delaware | 127               |                        |                        |             |             |  |  |        |                        |        |
|  | 4                | 4                           | Blue Coats du Delaware | 127               | Blue Coats du Delaware | 124                    |             |             |  |  |        |                        |        |
|  | 4                |                             |                        |                   | Blue Coats du Delaware | 124                    |             |             |  |  |        |                        |        |
|  | 5                | Spurs d'Austin              | 103                    |                   |                        |                        |             |             |  |  |        |                        |        |
|  |                  |                             |                        |                   |                        |                        |             |             |  |  | 4      | Blue Coats du Delaware | 78     |
|  |                  |                             | 6                      | Magic de Lakeland | 97                     |                        |             |             |  |  |        |                        |        |
|  | 2                | Warriors de Santa Cruz      | 110                    |                   |                        |                        |             |             |  |  |        |                        |        |
|  | 7                | Vipers de Rio Grande Valley | 81                     |                   |                        |                        |             |             |  |  |        |                        |        |
|  | 7                | Vipers de Rio Grande Valley | 81                     |                   | 2                      | Warriors de Santa Cruz | 96          |             |  |  |        |                        |        |
|  |                  |                             |                        |                   | 2                      | Warriors de Santa Cruz | 96          |             |  |  |        |                        |        |
|  |                  | 6                           | Magic de Lakeland      | 108               |                        |                        |             |             |  |  |        |                        |        |
|  | 3                | 6                           | Magic de Lakeland      | 108               | BayHawks d'Érie        | 110                    |             |             |  |  |        |                        |        |
|  | 3                |                             |                        |                   | BayHawks d'Érie        | 110                    |             |             |  |  |        |                        |        |
|  | 6                | Magic de Lakeland           | 139                    |                   |                        |                        |             |             |  |  |        |                        |        |

MVP des Finales : Devin Cannady (Magic de Lakeland)

## Récompenses
MVP de la saison régulière : Paul Reed (Blue Coats du Delaware)
Rookie de l'année : Paul Reed (Blue Coats du Delaware)
Défenseur de l'année : Gary Payton II (Raptors 905)
Joueur ayant le plus progressé : Anthony Lamb (Vipers de Rio Grande Valley)
Prix Jason Collier pour l'esprit sportif : Galen Robinson Jr. (Spurs d'Austin)
Entraîneur de l'année : Stan Heath (Magic de Lakeland)
Dirigeant de l'année :
- Chad Sanders (Raptors 905) – opérations d'équipe

| All-NBA G-League First Team : - Moses Brown (Blue d'Oklahoma City) - Mamadi Diakité (Magic de Lakeland) - Jared Harper (Knicks de Westchester) - Paul Reed (Blue Coats du Delaware) - Kevin Porter Jr. (Vipers de Rio Grande Valley) | All-NBA G-League Second Team : - Oshae Brissett (Mad Ants de Fort Wayne) - Henry Ellenson (Raptors 905) - Malachi Flynn (Raptors 905) - Alize Johnson (Raptors 905) - Brodric Thomas (Charge de Canton) | All-NBA G-League Third Team : - Tyler Cook (Wolves de l'Iowa) - Tre Jones (Spurs d'Austin) - Jordan Poole (Warriors de Santa Cruz) - Jarrod Uthoff (BayHawks d'Érie) - Robert Woodard II (Spurs d'Austin) |